# 8558 Hack
8558 Hack (1995 PC) là một tiểu hành tinh vành đai chính được phát hiện ngày 1 tháng 8 năm 1995 bởi L. Tesi và A. Boattini ở San Marcello Pistoiese.